# Palvan Darvoza
La porta Palvan Darvoza o porta gigante, o Porta Est è una porta della città di Khiva in Uzbekistan che dà accesso alla città murata di Itchan Kala.
Venne costruita tra il 1806 e il 1835; Quindi questa è la più antica della città. Un mercato degli schiavi si trovava appena a sinistra, prima della firma del protettorato dell'Impero russo nel 1873 . Gli schiavi che avevano tentato di fuggire erano in attesa della loro condanna a morte sotto la porta.
La porta è stata chiamata in onore di un poeta locale, Mahmoud Palvan, autore del settimo secolo di oltre trecento quartine (ruba'i), considerato protettore della città. È sepolto presso la Moschea del Venerdì (Juma), appena dietro, un imponente mausoleo.
Le dimensioni della porta sono 51.76 x 17,5 metri di superficie, grandi cupole che misurano 5 metri di diametro e due piccole cupole, di 4,5 metri di diametro.